# Platycheirus peckae
Platycheirus peckae är en tvåvingeart som beskrevs av Bagatshanova 1980. Platycheirus peckae ingår i släktet fotblomflugor, och familjen blomflugor. Inga underarter finns listade i Catalogue of Life.